# Charles Porter (mafioso)
Charles Porter, detto Chucky (Pittsburgh, 3 novembre 1933 – Penn Hills, 11 ottobre 2016), è stato un mafioso e collaboratore di giustizia statunitense, vicecapo della famiglia di Pittsburgh.

## Biografia
Porter divenne un uomo d'onore della famiglia di Pittsburgh probabilmente nel 1986. Un ex-postino, Porter prese il posto di Joseph "Jo Jo" Pecora nel 1987, servendo come sottocapo per Michael James Genovese. Pur essendo solo da un anno un membro della famiglia, Porter pensava che la sua posizione era dovuta alla sua età (era poco più che cinquantenne), mentre altri membri della famiglia erano quasi tutti sui 70 anni. 
Nel 1990, Porter e altri mafiosi sono stati incriminati in base alla legge RICO, includendo il traffico di stupefacenti, gioco d'azzardo e strozzinaggio. Porter fu condannato a quasi trent'anni di prigione e decise di diventare un informatore del governo. 
Porter testimoniò non solo contro la sua famiglia, ma contro la famiglia Bonanno di New York e un suo giro di strozzini su larga scala attivi a NYC, e contro la famiglia DeCavalcante del New Jersey e il loro coinvolgimento in una discarica illegale. La sua testimonianza ha anche sgominato l'infiltrazione della famiglia Pittsburgh del "Native American Rincon tribal Casino" vicino a San Diego.
Porter non uscì dal carcere a seguito della sua cooperazione con il governo, ma fu collocato in una prigione con poca protezione, ma con il permesso di molte libertà. Il 18 dicembre 2000, dopo aver scontato 9 anni di carcere, Porter è stato rilasciato dal carcere, non venendo inserito nel programma protezione testimoni, non correndo il rischio di ritorsioni poiché i suoi vecchi soci sono morti o in prigione e la famiglia di Pittsburgh è pressoché estinta.